# Saint-Pierre-la-Bruyère
Saint-Pierre-la-Bruyère ist eine französische Gemeinde mit 428 Einwohnern (Stand: 1. Januar 2022) im Département Orne in der Region Normandie. Sie gehört zum Arrondissement Mortagne-au-Perche und zum Kanton Bretoncelles.

## Lage
Die Gemeinde Saint-Pierre-la-Bruyère liegt im Regionalen Naturpark Perche an der Grenze zum Département Eure-et-Loir, vier Kilometer nördlich von Nogent-le-Rotrou. Nachbargemeinden von Saint-Pierre-la-Bruyère sind Sablons sur Huisne im Nordosten, Arcisses im Südosten, Nogent-le-Rotrou im Süden, Berd’huis im Südwesten, Perche en Nocé im Westen sowie Verrières im Nordwesten.

## Bevölkerungsentwicklung
| Jahr                       | 1962 | 1968 | 1975 | 1982 | 1990 | 1999 | 2006 | 2013 | 2021 |
| -------------------------- | ---- | ---- | ---- | ---- | ---- | ---- | ---- | ---- | ---- |
| Einwohner                  | 196  | 170  | 194  | 294  | 474  | 446  | 424  | 447  | 433  |
| Quellen: Cassini und INSEE |      |      |      |      |      |      |      |      |      |

## Sehenswürdigkeiten

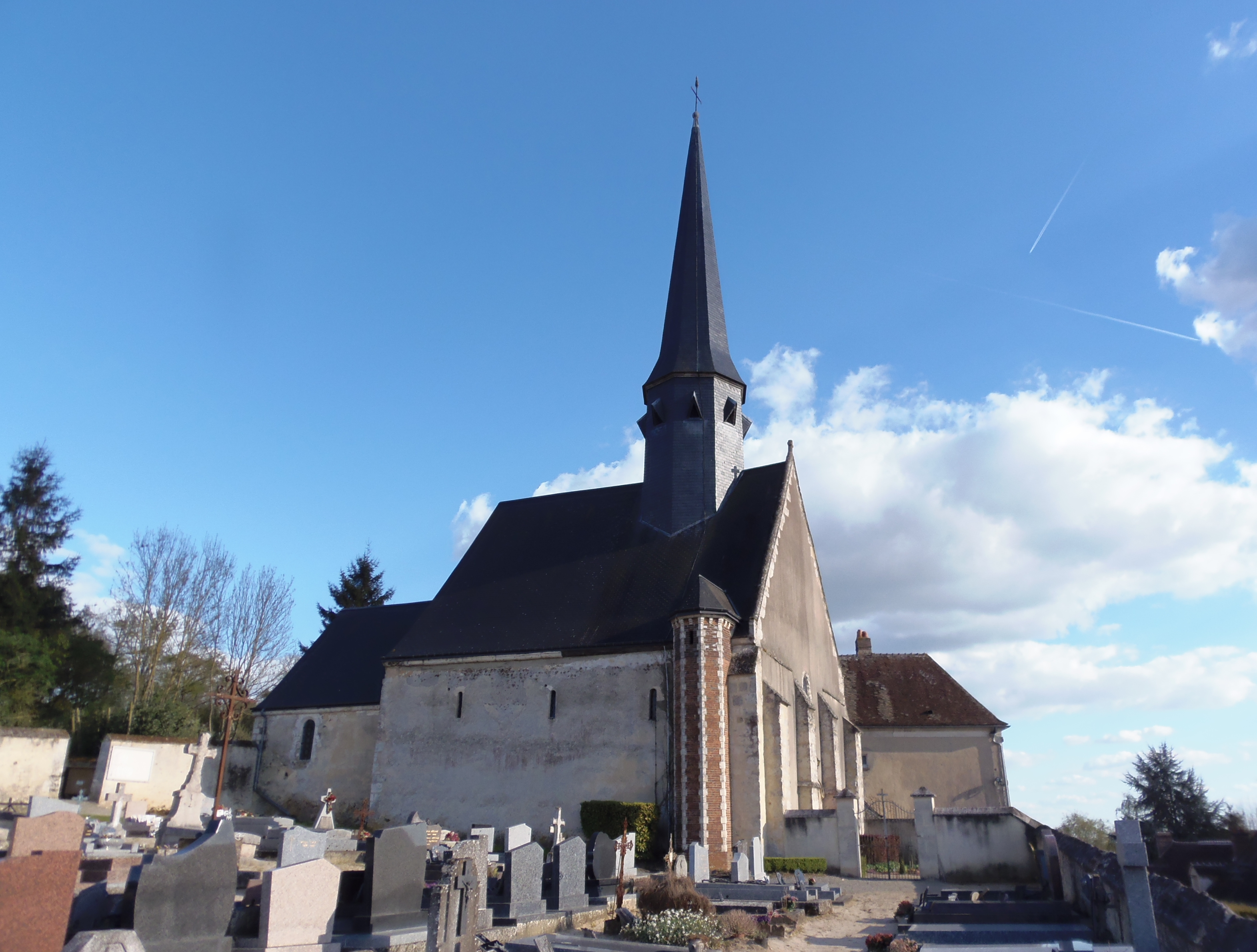
Kirche Saint-Pierre

- Kirche Saint-Pierre